# Canal Weser-Elba

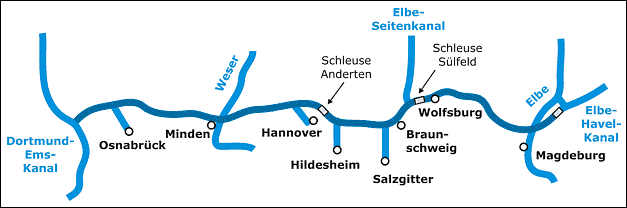
Recorrido del Mittellandkanal.

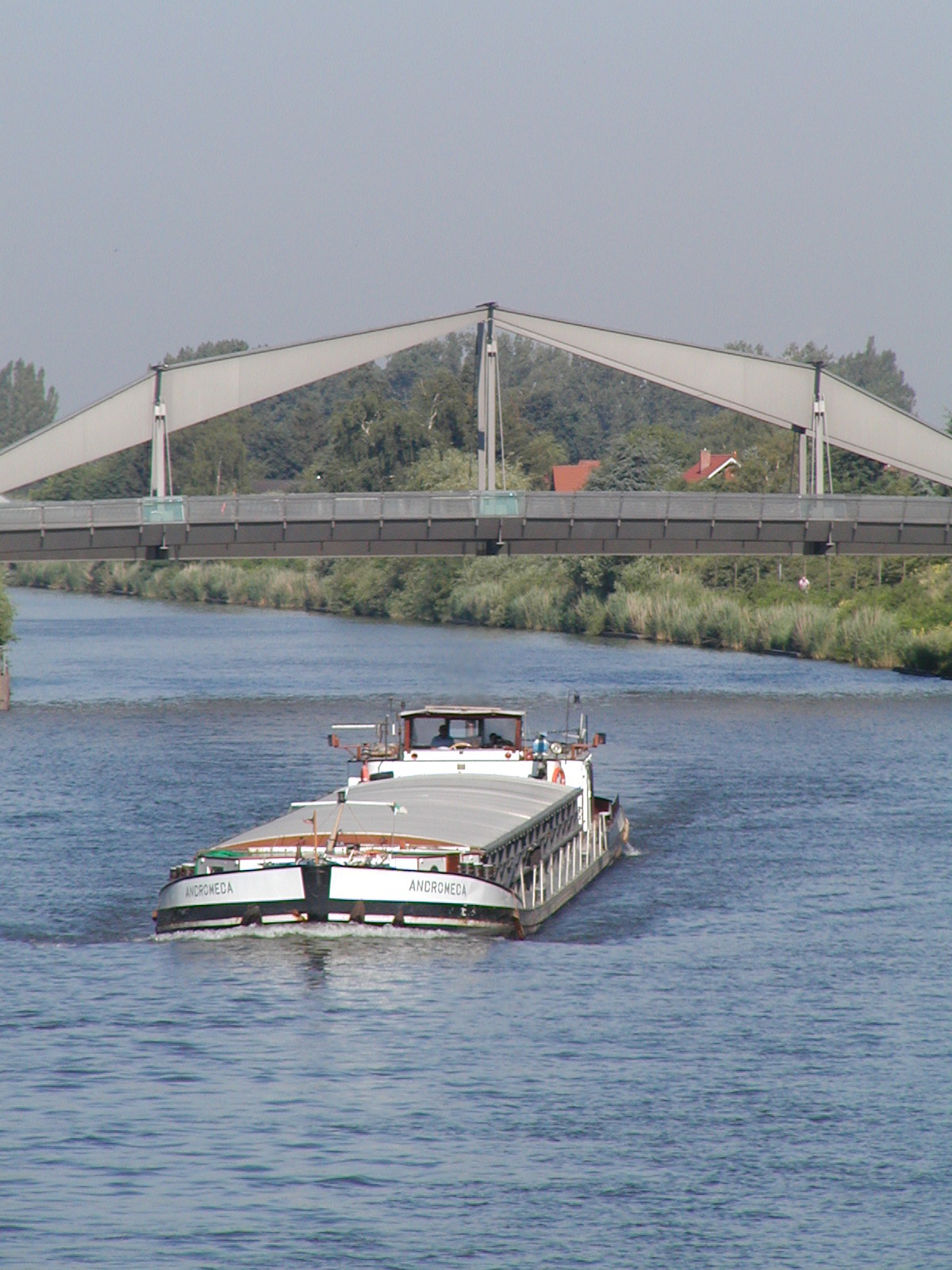
Mittellandkanal cercano a Hanóver.

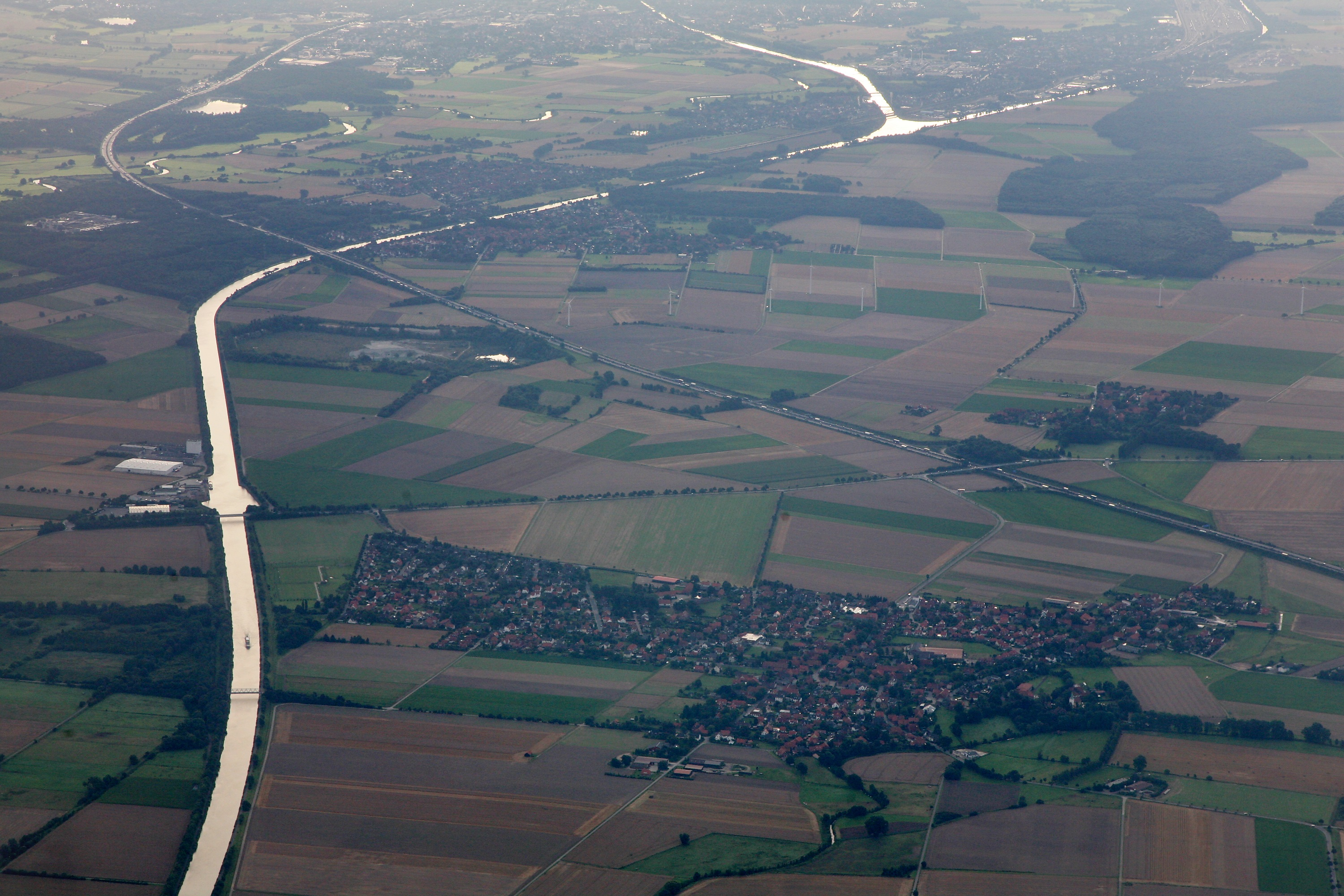

El Canal Weser-Elba (en alemán Mittellandkanal) es, con sus 325,7 km de longitud, el canal fluvial artificial más largo de Alemania. Tiene un recorrido en dirección este-oeste y se comunica con el Canal Rin-Herne y el Canal Dortmund-Ems, formando parte de la red de canales alemana que, en total, alcanza los 7500 km de longitud.

## Historia
Cronología
- 1856 - Primeros proyectos de construcción de un canal para unir el río Elba y el Ruhr.
- 1906 - Inicio de los trabajos de construcción del Mittellandkanal.
- 1915 - Entra en servicio el primer tramo en Minden.
- 2003 - El canal es navegable en su totalidad por primera vez.

## Ciudades por las que pasa
- Ibbenbüren
- Osnabrück (mediante un ramal)
- Bramsche
- Lübbecke
- Minden
- Garbsen
- Hanóver
- Sehnde
- Hildesheim (mediante un ramal)
- Peine
- Salzgitter (mediante un ramal)
- Brunswick
- Wolfsburgo
- Haldensleben
- Magdeburgo

## Economía
El canal contribuye a que Hanóver sea sede de numerosas empresas industriales.